# Vertebratus

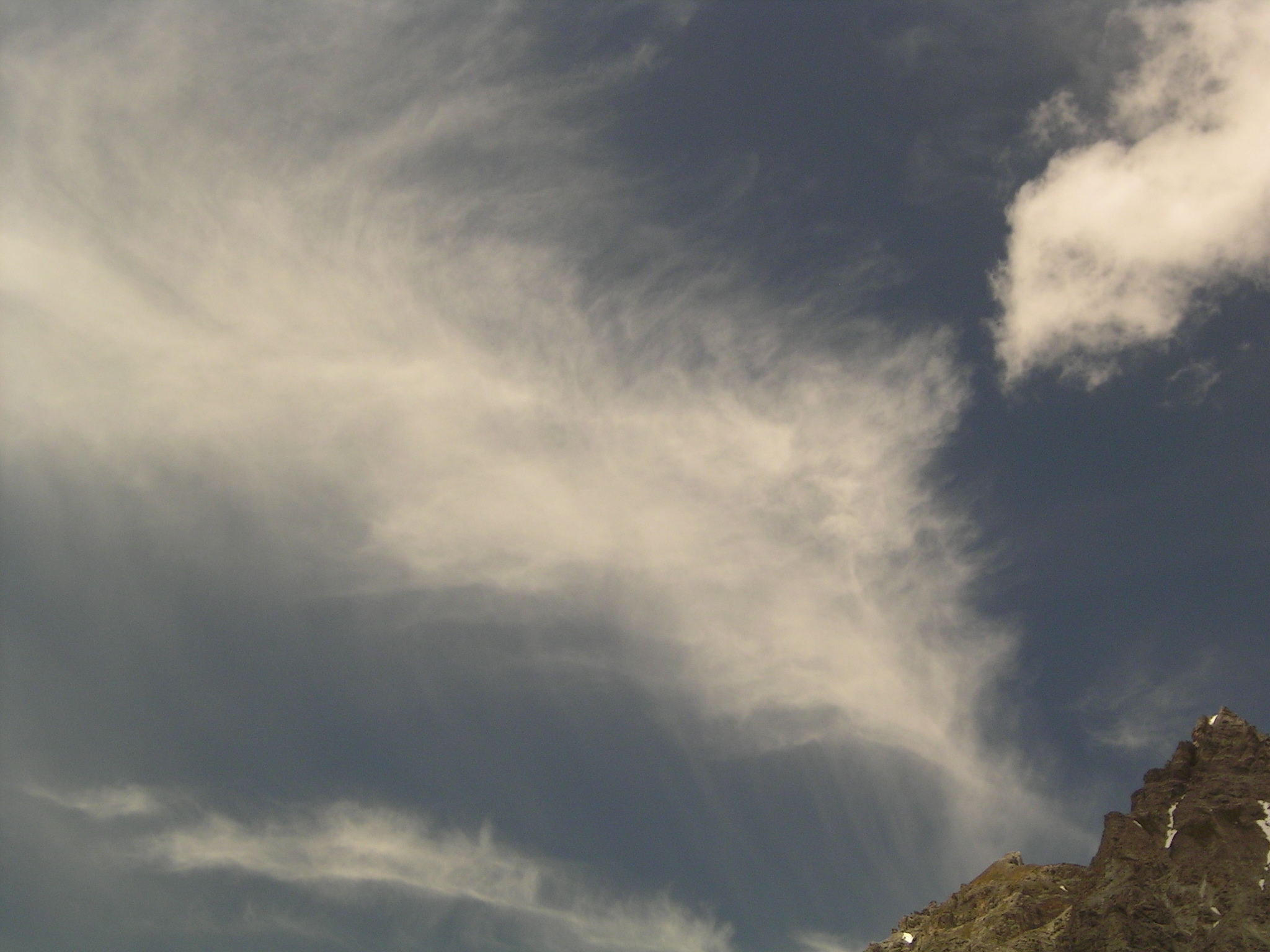
Cirrus vertebratus mit „Fischskelett-Form“

Vertebratus (ve) (lat. „skelettartig“) sind Wolken, deren Teile ihrer Anordnung nach an eine Wirbelsäule, Rippen oder ein Fischskelett erinnern. Diese Bezeichnung wird hauptsächlich beim Cirrus angewendet.